# Белапаис
Белапа̀ис (на гръцки: Μπελαπάις; на турски: Bellabayıs) е село в Кипър, окръг Кирения. Според статистическата служба на Северен Кипър през 2011 г. селото има 918 жители.
Де факто е под контрола на непризнатата Севернокипърска турска република. Писателят Лорънс Дърел прекарва няколко години от живота си в Белапаис.